# Eléonore Simonet
Eléonore Simonet (Luik, 26 november 1997) is een Belgisch politica voor de liberale MR en minister voor Middenstand, Zelfstandigen en KMO's in de regering-De Wever.

## Biografie
Simonet groeide op in een politiek actieve familie. Haar grootvader Henri Simonet (1931-1996) was voor de socialisten en vervolgens de liberalen Kamerlid en senator, burgemeester van Anderlecht, lid van de Europese Commissie en minister van Buitenlandse Zaken. Haar vader Jacques Simonet (1963-2007), die stierf toen Eléonore Simonet negen jaar was, was eveneens burgemeester van Anderlecht, alsook minister-president van het Brussels Hoofdstedelijk Gewest en federaal staatssecretaris voor Europese Zaken. Haar broer Henri Simonet (1992) was dan weer raadgever op het kabinet van eerste minister Charles Michel, maar ging uiteindelijk voor een carrière in de advocatuur.
In 2020 behaalde Eléonore Simonet een bachelor in de rechten aan de Université Saint-Louis in Brussel en in 2022 een master in burgerlijk en strafrecht aan de Université Catholique de Louvain (UCL). Ook ging ze als Erasmus-studente op uitwisseling naar de Universiteit van Wenen. Na haar studie schreef zij zich in 2022 als advocaat in aan de balie van Brussel, waarbij ze zich ging toeleggen op vennootschapsrecht. In februari 2025 verliet Simonet de advocatuur om zich toe te leggen op haar politieke carrière.
In navolging van haar grootvader en vader werd ze politiek actief voor de liberale MR. Bij de Brusselse gewestverkiezingen van juni 2024 stond ze als medelijstduwer op de voorlaatste plaats van de MR-lijst, maar Simonet wist de lijstvolgorde te doorbreken en verkozen te raken in het Brussels Hoofdstedelijk Parlement. Tevens werd ze afgevaardigd naar het Parlement van de Franse Gemeenschap. Simonet zetelde in beide parlementen tot in februari 2025. In het Brussels Parlement was ze actief in de commissies Binnenlandse Zaken, Begroting en Huisvesting en in het Parlement van de Franse Gemeenschap zetelde ze als effectief lid in de commissie Begroting, Hoger Onderwijs en Schoolgebouwen.
Op 3 februari 2025 werd zij op 27-jarige leeftijd ingezworen als minister voor Middenstand, Zelfstandigen en Kmo's in de regering-De Wever. Ze werd daarmee niet alleen de jongste minister in de regering, maar was ook de derde opeenvolgende generatie van de familie Simonet die deel ging uitmaken van een Belgische federale regering. Tevens is zij de jongste minister in de Belgische geschiedenis.
Op lokaal niveau is Eléonore Simonet sinds de gemeenteraadsverkiezingen van oktober 2024 gemeenteraadslid in Sint-Lambrechts-Woluwe.